# Agnieszka Mandat

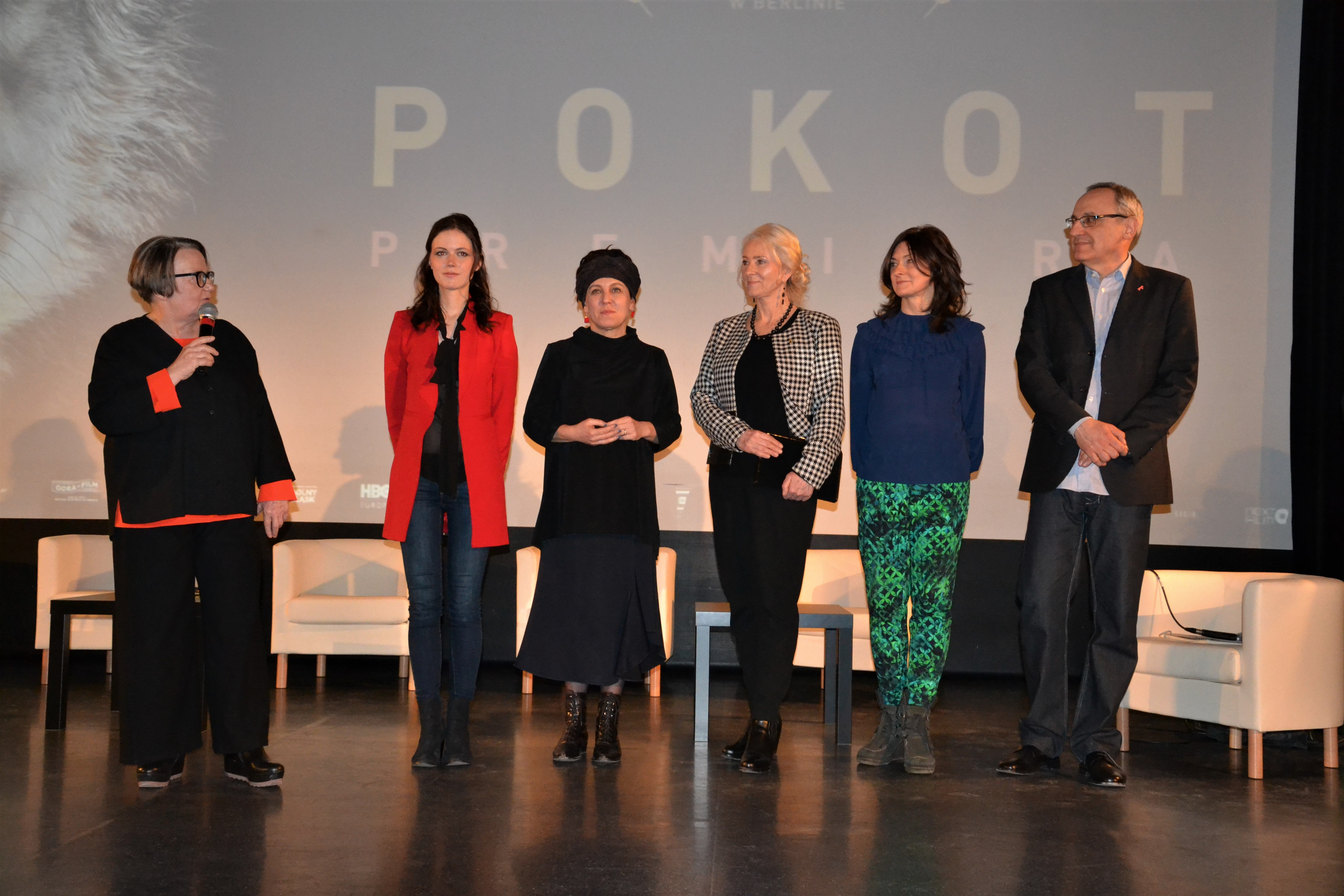
Podczas premiery filmu „Pokot”

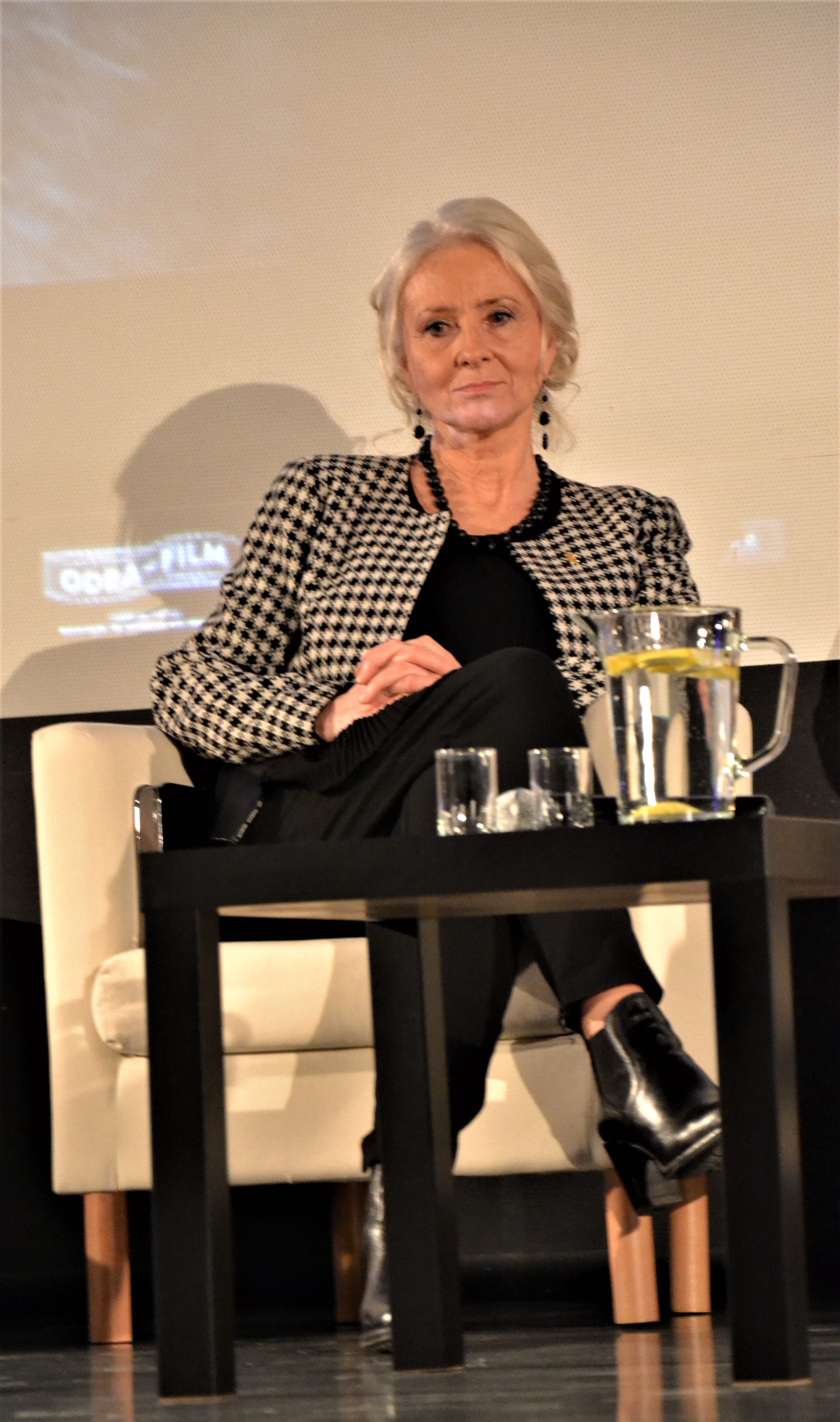
Agnieszka Mandat

Agnieszka Maria Mandat (ur. 29 maja 1953 w Krakowie) – polska aktorka telewizyjna, filmowa i teatralna, pedagog; profesor zwyczajny sztuk teatralnych Wydziału Aktorskiego Akademii Sztuk Teatralnych im. Stanisława Wyspiańskiego w Krakowie.

## Życiorys
W 1976 ukończyła studia w Państwowej Wyższej Szkole Teatralnej w Krakowie. W tym samym roku zadebiutowała na deskach Starego Teatru w Krakowie w przedstawieniu Przyjaciele, w reżyserii Jerzego Jarockiego. Od 27 października 1978 występuje w Teatrze Telewizji. Jej telewizyjnym debiutem była rola córki w spektaklu Pelikan w reżyserii Feliksa Falka. W 2010 za rolę w spektaklu Rosyjskie konfitury otrzymała Wyróżnienie aktorskie na Festiwalu Teatru Polskiego Radia i Teatru Telewizji Polskiej „Dwa Teatry”. W 2014 zrezygnowała z etatu w Starym Teatrze.
Zagrała w ponad czterdziestu filmach i serialach. Ogólnopolską popularność zyskała dzięki serialowi Dom nad rozlewiskiem oraz jego kontynuacjom (2009–2014). W 2017 roku, za rolę w filmie Pokot otrzymała Wyróżnienie Honorowe na Zielonogórskim Festiwalu Filmu i Teatru oraz nominację do Polskich Nagród Filmowych „Orłów”.
W latach 1985–1998 pracowała na stanowisku adiunkta w Państwowej Wyższej Szkole Teatralnej w Krakowie, a w latach 2005–2008 pełniła funkcję dziekana Wydziału Aktorskiego. Jest profesorem zwyczajnym (2005) Akademii Sztuk Teatralnych im. Stanisława Wyspiańskiego w Krakowie (wcześniej PWST).
W 2017 została odznaczona przez Ministra Kultury i Dziedzictwa Narodowego Srebrnym Medalem „Zasłużona Kulturze Gloria Artis” w dziedzinie szkolnictwa artystycznego.

## Wybrana filmografia
- 1978: Ślad na ziemi jako pielęgniarka (odc. 2)
- 1980: Z biegiem lat, z biegiem dni… jako Mania, służąca Dulskich (odc. 8)
- 1981: Dziecinne pytania jako Sylwia
- 1981: On, ona, oni jako Magda Kieniewicz
- 1994: Spis cudzołożnic jako kobieta w wizji Gustawa
- 2000; 2013–2014: Na dobre i na złe jako Chmielewska, matka Pauliny (odc. 35); Anna, matka Adama Krajewskiego
- 2000: Szczęśliwy człowiek
- 2003: Tak czy nie? jako urzędniczka (odc. 7)
- 2004: M jak miłość jako Gabrysiakowa (odc. 233)
- 2004: Pensjonat pod Różą jako Renata Kożuchowska, matka Jerzego (odc. 21)
- 2004-2005: Plebania jako prokurator Majewska
- 2004: Talki z resztą jako matka Kazika (odc. 2)
- 2005: Karol. Człowiek, który został papieżem jako zakonnica
- 2006: Magda M. jako Lucyna Lubicka, matka Basi (odc. 30)
- 2006: Jan Paweł II jako żona Dobrego
- 2006: Śmierć rotmistrza Pileckiego (Scena Faktu) jako Leokadia Płużańska
- 2007: Ekipa jako żona Nowasza
- 2008: Stygmatyczka (Scena Faktu) jako siostra Rozalia Rodziewicz
- 2008–2011: Barwy szczęścia jako Helena Rowicka, opiekunka Ewy Walawskiej
- 2008: Glina jako Justyna Zagórna (odc. 19)
- 2008: Ile waży koń trojański? jako matka Zosi
- 2009: Dom nad rozlewiskiem jako Kasia
- 2009: Nigdy nie mów nigdy jako Zenka, ciotka Amy
- 2009: Zwerbowana miłość jako matka Anny
- 2010: Krzysztof (Prawdziwe historie) jako Elżbieta Orłowicz, matka Krzysztofa
- 2010: Miłość nad rozlewiskiem jako Kasia
- 2010: Nowa jako matka Julii Opolskiej (odc. 12)
- 2011; 2019: Ojciec Mateusz jako Barbara Nożyk, ciotka Karoliny (odc. 69); Wiesia (odc. 267)
- 2011: Życie nad rozlewiskiem jako Kasia
- 2012: Julia jako Grażyna
- 2012: Dzień kobiet jako sędzia
- 2012: Nad rozlewiskiem jako Kasia
- 2013: Prawo Agaty jako Agnieszka Łobacz (odc. 29)
- 2014: Cisza nad rozlewiskiem jako Kasia (odc. 1–2)
- 2016: Pokot jako Janina Duszejko
- 2018–2020: Korona królów jako Katarzyna Pilecka
- 2019: Za marzenia jako Sabina (odc. 15)
- 2021: Komisarz Mama jako Michalina Musiołek (odc. 8)